# Paramananda Jha
Paramananda Jha (परमानन्द झा - Paramānanda Jhā; 1944) è un politico nepalese, vicepresidente del Nepal ed ex giudice della Corte suprema.
Jha è stato eletto primo vicepresidente della Repubblica nepalese dall'Assemblea Costituente il 19 luglio 2008 con 305 voti su 578, in virtù di un accordo politico per la convergenza del voto tra il suo partito (Madhesi Jana Adhikar Forum), il Partito del Congresso Nepalese ed il Partito Comunista del Nepal Unificato Marxista-Leninista. Ha prestato giuramento il 23 luglio 2008.